# Liste des députés de la Côte-d'Or
 (mai 2025).
Liste des députés de la Côte-d'Or

## Assemblée nationale(Cinquième République)

### XVIIelégislature(2024-)
| Circonscription     | Député            | Parti | Parti | Suppléant           | Autre mandat |
| ------------------- | ----------------- | ----- | ----- | ------------------- | ------------ |
| 1re circonscription | Océane Godard     |       | PS    | Stéphane Woynaroski |              |
| 2e circonscription  | Catherine Hervieu |       | LÉ    | David Camus         |              |
| 3e circonscription  | Pierre Pribetich  |       | PS    | Gaëlle Thomas       |              |
| 4e circonscription  | Hubert Brigand    |       | LR    | Éliane Gainait      |              |
| 5e circonscription  | René Lioret       |       | RN    | Honorine Dubief     |              |

### XVIelégislature(2022-2024)
| Circonscription     | Député                                   | Parti | Parti | Suppléant                  | Autre mandat                                                           |
| ------------------- | ---------------------------------------- | ----- | ----- | -------------------------- | ---------------------------------------------------------------------- |
| 1re circonscription | Didier Martin                            |       | REM   | Catherine Refait-Alexandre |                                                                        |
| 2e circonscription  | Benoît Bordat                            |       | FP    | Pascal Theron              | Conseiller municipal de Dijon Conseiller départemental de la Côte-d'Or |
| 3e circonscription  | Philippe Frei (à partir du 21 août 2023) |       | REM   | *                          |                                                                        |
| 3e circonscription  | Fadila Khattabi (jusqu'au 20 août 2023)  |       | REM   | Philippe Frei              | Nommée au gouvernement le 20 juillet 2023                              |
| 4e circonscription  | Hubert Brigand                           |       | LR    | Eliane Lépine              | Maire de Châtillon-sur-Seine Conseiller départemental de la Côte-d'Or  |
| 5e circonscription  | Didier Paris                             |       | REM   | Marie-Line Duparc          |                                                                        |

### XVelégislature(2017-2022)
| Circonscription     | Député             | Parti | Parti | Suppléant        | Autre mandat               |
| ------------------- | ------------------ | ----- | ----- | ---------------- | -------------------------- |
| 1re circonscription | Didier Martin      |       | REM   | Laurence Guillet |                            |
| 2e circonscription  | Rémi Delatte       |       | LR    | Ludovic Rochette | Maire de Saint-Apollinaire |
| 3e circonscription  | Fadila Khattabi    |       | REM   | Philippe Frei    |                            |
| 4e circonscription  | Yolaine de Courson |       | REM   | Etienne Jobard   | Maire d'Arrans             |
| 5e circonscription  | Didier Paris       |       | REM   | Annie Gaussens   |                            |

### XIVelégislature(2012-2017)
| Circonscription     | Identité                  | Parti       | Autres mandats                               | Suppléant        |
| ------------------- | ------------------------- | ----------- | -------------------------------------------- | ---------------- |
| 1re circonscription | M. Laurent Grandguillaume | PS          | Conseiller général de la Côte-d'Or           | Céline Maglica   |
| 2e circonscription  | M. Rémi Delatte           | UMP         | Maire de Saint-Apollinaire                   | Anne Erschens    |
| 3e circonscription  | Mme Kheira Bouziane       | PS          | Adjointe au Maire de Quetigny                | José Almeida     |
| 4e circonscription  | M. François Sauvadet      | UDI         | Président du conseil général de la Côte-d'Or | Charles Barrière |
| 5e circonscription  | M. Alain Suguenot         | UMP puis LR | Maire de Beaune                              | Hubert Poullot   |

### XIIIelégislature(2007-2012)
| Circonscription     | Identité             | Parti | Autres mandats                               | Suppléant                     |
| ------------------- | -------------------- | ----- | -------------------------------------------- | ----------------------------- |
| 1re circonscription | M. Bernard Depierre  | UMP   | Ancien conseiller général                    | Danielle Juban                |
| 2e circonscription  | M. Rémi Delatte      | UMP   | Maire de Saint-Apollinaire                   | Joël Abbey                    |
| 3e circonscription  | Mme Claude Darciaux  | PS    | Maire de Longvic                             | Michel Bachelard              |
| 4e circonscription  | M. François Sauvadet | UDI   | Président du conseil général de la Côte-d'Or | Christian Myon décédé en 2007 |
| 5e circonscription  | M. Alain Suguenot    | UMP   | Maire de Beaune                              | Pierre Damy                   |

### XIIelégislature(2002-2007)
| Circonscription     | Identité             | Parti | Autres mandats                                        | Suppléant        |
| ------------------- | -------------------- | ----- | ----------------------------------------------------- | ---------------- |
| 1re circonscription | M. Bernard Depierre  | UMP   | Vice-Président du Conseil général de la Côte-d'Or     | Danielle Juban   |
| 2e circonscription  | M. Jean-Marc Nudant  | UMP   |                                                       | Rémi Delatte     |
| 3e circonscription  | Mme Claude Darciaux  | PS    | Maire de Longvic                                      | Michel Bachelard |
| 4e circonscription  | M. François Sauvadet | UDF   | 1er Vice-Président du conseil général de la Côte-d'Or | Michel Protte    |
| 5e circonscription  | M. Alain Suguenot    | UMP   | Maire de Beaune                                       | Pierre Damy      |

### XIelégislature(1997-2002)
| Circonscription     | Identité                          | Parti       | Autres mandats                                    | Suppléant          |
| ------------------- | --------------------------------- | ----------- | ------------------------------------------------- | ------------------ |
| 1re circonscription | M. Robert Poujade                 | RPR         | Maire de Dijon                                    | Bernard Depierre   |
| 2e circonscription  | M. Louis de Froissard de Broissia | RPR         | Vice-Président du Conseil général de la Côte-d'Or | Jean-Marc Nudant   |
| 3e circonscription  | M. Roland Carraz                  | PS puis MDC | Maire de Chenôve                                  | Michel Étiévant    |
| 4e circonscription  | M. François Sauvadet              | UDF-PRIL    | Maire de Vitteaux                                 | Michel Protte      |
| 5e circonscription  | M. François Patriat               | PS          | Maire de Chailly-sur-Armançon                     | Jean-Claude Robert |

### Xelégislature(1993-1997)
| Circonscription     | Identité                          | Parti  | Autres mandats                                  | Suppléant               |
| ------------------- | --------------------------------- | ------ | ----------------------------------------------- | ----------------------- |
| 1re circonscription | M. Robert Poujade                 | RPR    | Maire de Dijon                                  | Baptiste Carminati      |
| 2e circonscription  | M. Louis de Froissard de Broissia | RPR    | Adjoint au maire de Blagny-sur-Vingeanne        | Louis Berthou           |
| 3e circonscription  | M. Lucien Brenot                  | CNI    | Maire de Chevigny-Saint-Sauveur                 | Marie-Françoise Jacquet |
| 4e circonscription  | M. François Sauvadet              | UDF-PR | Conseiller municipal de Chanceaux               | Michel Protte           |
| 5e circonscription  | M. Alain Suguenot                 | RPR    | Vice-président du Conseil régional de Bourgogne | Pierre Damy             |

### IXelégislature(1988-1993)
| Circonscription     | Identité                       | Parti | Autres mandats | Suppléant          |
| ------------------- | ------------------------------ | ----- | --- | ------------------ |
| 1re circonscription | Robert Poujade                 | RPR   | Maire de Dijon Président du Conseil général de la Côte-d'Or                                                                  | Baptiste Carminati |
| 2e circonscription  | Louis de Froissard de Broissia | RPR   | Adjoint au maire de Blagny-sur-Vingeanne Conseiller général du canton de Mirebeau-sur-Bèze, conseiller régional de Bourgogne | Louis Berthou      |
| 3e circonscription  | Roland Carraz                  | PS    | Maire de Chenôve, conseiller général du canton de Dijon-4                                                                    | Hervé Bonnavaud    |
| 4e circonscription  | Gilbert Mathieu                | UDF   | Vice-Président du Conseil général de la Côte-d'Or                                                                            | Henri Constant     |
| 5e circonscription  | François Patriat               | PS    | Conseiller général du canton de Pouilly-en-Auxois                                                                            | Jean-Claude Robert |

### VIIIelégislature(1986-1988)
| Circonscription        | Identité         | Parti | Autres mandats                                    |
| ---------------------- | ---------------- | ----- | ------------------------------------------------- |
| Circonscription unique | Robert Poujade   | RPR   | Maire de Dijon                                    |
| Circonscription unique | Roland Carraz    | PS    | Maire de Chenôve                                  |
| Circonscription unique | François Patriat | PS    | Conseiller général du canton de Pouilly-en-Auxois |
| Circonscription unique | Lucien Jacob     | RPR   | Conseiller général, maire d'Échevronne            |
| Circonscription unique | Gilbert Mathieu  | UDF   | Conseiller général, maire de Vitteaux             |

### VIIelégislature(1981-1986)
| Circonscription     | Identité         | Parti | Autres mandats                                     | Suppléant      |
| ------------------- | ---------------- | ----- | -------------------------------------------------- | -------------- |
| 1re circonscription | Roland Carraz    | PS    | Maire de Chenôve, conseiller régional de Bourgogne | Jean Esmonin   |
| 2e circonscription  | Hervé Vouillot   | PS    | Maire adjoint de Quétigny                          | Henri Burner   |
| 3e circonscription  | François Patriat | PS    | Conseiller général du canton de Pouilly-en-Auxois  | Daniel Freitag |
| 4e circonscription  | Gilbert Mathieu  | UDF   | Conseiller général, maire de Vitteaux              | Michel Protte  |

### VIelégislature(1978-1981)
| Circonscription     | Identité            | Parti | Autres mandats                                                                             | Suppléant       |
| ------------------- | ------------------- | ----- | ------------------------------------------------------------------------------------------ | --------------- |
| 1re circonscription | Robert Poujade      | RPR   | Conseiller général, maire de Dijon Premier Vice-Président du Conseil régional de Bourgogne | Pierre Barbier  |
| 2e circonscription  | Henry Berger        | RPR   | Conseiller général, maire de Fontaine-Française                                            | Maurice Lombard |
| 3e circonscription  | Jean-Philippe Lecat | RPR   | Conseiller général du canton de Nolay, conseiller régional                                 | Lucien Jacob    |
| 4e circonscription  | Gilbert Mathieu     | UDF   | Conseiller général, maire de Vitteaux                                                      | Maurice Dabé    |

### Velégislature(1973-1978)
| Circonscription     | Identité                                | Parti        | Autres mandats                                                                 | Suppléant                           |
| ------------------- | --------------------------------------- | ------------ | ------------------------------------------------------------------------------ | ----------------------------------- |
| 1re circonscription | Robert Poujade                          | UDR          | Conseiller général, maire de Dijon                                             | René Blas                           |
| 2e circonscription  | Henry Berger                            | UDR          | Conseiller général, maire de Fontaine-Française                                | Maurice Lombard                     |
| 3e circonscription  | Jean-Philippe Lecat puis Pierre Charles | UDR puis MRG | Conseiller général du canton de Nolay Conseiller général du canton de Liernais | Henri Moine puis Michel Volatier PS |
| 4e circonscription  | Gilbert Mathieu                         | RI           | Conseiller général, maire de Vitteaux                                          | Maurice Chiffon                     |

Élection partielle du 30 septembre et du 6 octobre 1974.
Le 6 octobre 1974, Pierre Charles, MRG est élu député à la suite de la démission de Henri Moine, suppléant de Jean-Philippe Lecat.

### IVelégislature(1968-1973)
| Circonscription     | Identité            | Parti | Autres mandats                                    | Suppléant       |
| ------------------- | ------------------- | ----- | ------------------------------------------------- | --------------- |
| 1re circonscription | Robert Poujade      | UDR   | Conseiller général, conseiller municipal de Dijon | René Blas       |
| 2e circonscription  | Henry Berger        | UDR   | Conseiller général, maire de Fontaine-Française   | Maurice Lombard |
| 3e circonscription  | Jean-Philippe Lecat | UDR   |                                                   | Henri Moine     |
| 4e circonscription  | Gilbert Mathieu     | RI    | Conseiller général, maire de Vitteaux             | Maurice Chiffon |

### IIIelégislature(1967-1968)
| Circonscription     | Identité        | Parti     | Autres mandats                                    | Suppléant               |
| ------------------- | --------------- | --------- | ------------------------------------------------- | ----------------------- |
| 1re circonscription | Robert Poujade  | UDR       | Conseiller général, conseiller municipal de Dijon | René Blas               |
| 2e circonscription  | Henry Berger    | UDR       | Conseiller général, maire de Fontaine-Française   | Maurice Lombard         |
| 3e circonscription  | Pierre Charles  | FGDS-Rad. | Conseiller général, adjoint au maire de Liernais  | Auguste Variot, SFIO    |
| 4e circonscription  | Robert Morlevat | FGDS-Rad. | Conseiller général, maire de Semur-en-Auxois      | Fernand Petitfour, SFIO |

### IIelégislature(1962-1967)
| Circonscription     | Identité        | Parti | Autres mandats                                    | Suppléant       |
| ------------------- | --------------- | ----- | ------------------------------------------------- | --------------- |
| 1re circonscription | Félix Kir       | CNIP  | Maire de Dijon, Vice-Président du Conseil Général | André Bourland  |
| 2e circonscription  | Henry Berger    | UNR   |                                                   | Maurice Lombard |
| 3e circonscription  | Albert Lalle    | RI    | Maire de Villy-le-Moutier                         | Jean Latour     |
| 4e circonscription  | Robert Morlevat | Rad.  | Conseiller général, maire de Semur-en-Auxois      | Edmond Brigand  |

### Irelégislature(1958-1962)
| Circonscription     | Identité        | Parti | Autres mandats                                                | Suppléant       |
| ------------------- | --------------- | ----- | ------------------------------------------------------------- | --------------- |
| 1re circonscription | Félix Kir       | CNIP  | Maire de Dijon, Vice-Président du Conseil Général             | Jean Veillet    |
| 2e circonscription  | François Japiot | CNIP  | Conseiller municipal de Dijon                                 | Charles Delatte |
| 3e circonscription  | Albert Lalle    | CNIP  | Maire de Villy-le-Moutier                                     | Jean Latour     |
| 4e circonscription  | Marcel Roclore  | CNIP  | Président du Conseil général de la Côte-d'Or Maire de Saulieu | Michel Sordel   |

## Quatrième République

### Troisième législature (1956-1958)
Pierre Meunier  (Républicain progressiste)
Jean Bouhey (SFIO)
Félix Kir (CNI)
Marcel Roclore (CNI)
Albert Lalle (CNI)

### Deuxième législature (1951-1956)
Pierre Meunier (Républicain progressiste)
Jean Bouhey (SFIO)
Félix Kir (Républicains indépendants)
Albert Lalle (Républicains indépendants)
Pierre Billotte (RPF)

### Première législature (1946-1951)
Pierre Meunier (Union républicaine et résistante)
Jean Bouhey (SFIO)
Félix Kir (Républicains indépendants)
Marcel Roclore (Républicains indépendants)
Albert Lalle (Républicains indépendants)

## Gouvernement Provisoire de la République Française

### Seconde assemblée constituante (juin-novembre 1946)
Jean Bouhey (SFIO)
Félix Kir (Républicains indépendants)
Marcel Roclore (Républicains indépendants)
Albert Lalle (Républicains indépendants)

### Première assemblée constituante (1945-1946)
Jean Bouhey (SFIO)
Claude Guyot (SFIO)
Félix Kir (Républicains indépendants)
Marcel Roclore (Républicains indépendants)

## Troisième République

### Assemblée nationale (1871 - 1876)
- Gustave Tridon, Extrême-gauche, démissionne en mars 1871
- Giuseppe Garibaldi, élu également dans les Alpes-Maritimes, dans la Seine et à Alger, démissionne en 1871
- Édouard Lockroy, élu également dans les Bouches-du-Rhône, démissionne en 1871
- Sadi Carnot, Gauche républicaine
- Henri Lévêque, Gauche républicaine
- Charles Mazeau, Gauche républicaine
- Pierre Magnin, Gauche républicaine
- Pierre Joigneaux, Extrême-gauche
- Antoine Carion, Union républicaine, décédé le 26 juin 1875
- François Auguste Dubois, Gauche républicaine
- Henri Moreau, Gauche républicaine

### Ire Législature (1876 - 1877)
- Sadi Carnot (président)
- Louis Hugot
- Henri Lévêque
- Henri Bordet
- Pierre Joigneaux
- François Auguste Dubois

### IIe législature (1877 - 1881)
- Sadi Carnot (président)
- Louis Hugot
- Henri Lévêque
- Arthur Leroy
- Pierre Joigneaux
- François Auguste Dubois

### IIIe législature (1881 - 1885)
- Sadi Carnot (président)
- Louis Hugot
- Henri Lévêque
- Arthur Leroy
- Pierre Joigneaux
- François Auguste Dubois

### IVe législature (1885 - 1889)
- Sadi Carnot (président) élu président de la République en 1887 remplacé par Léopold Cernesson
- Eugène Spuller
- Henri Lévêque
- Arthur Leroy
- Pierre Joigneaux
- François Auguste Dubois décédé en 1888, remplacé par Amédée Bargy

### Ve législature (1889 - 1893)
- Beaune-2 : Eugène Spuller,  Républicain, élu sénateur en 1892, remplacé par Pierre Guéneau, Radical
- Beaune-1 : Victor Prost, Radical, décédé en 1891, remplacé par Henri Ricard, Républicain
- Dijon-1 : Amédée Bargy, Républicain, décédé en 1893, remplacé par François Bordet  Républicain
- Dijon-2 : Henri Lévêque, Républicain
- Châtillon-sur-Seine : Arthur Leroy, Républicain
- Semur-en-Auxois : Mathieu Bizouard-Bert, Républicain radical

Source : journal Le Temps du 24 septembre et du 8 octobre 1889 sur Gallica,.

### VIe législature (1893 - 1898)
- Beaune-2 : Pierre Guéneau,  Radical, décédé en 1894, remplacé par Ernest Carnot, Républicain
- Beaune-1 : Henri Ricard, Républicain
- Dijon-1 : Pierre Armand Vaux, Socialiste
- Dijon-2 : Claude Delanne, Républicain
- Châtillon-sur-Seine : Arthur Leroy, Républicain
- Semur-en-Auxois : Mathieu Bizouard-Bert, Radical

Source : journal Le Temps du 22 août et du 5 septembre 1893 sur Gallica,.

### VIIe législature (1898 - 1902)
- Dijon-2 : Alfred Muteau, Républicain
- Beaune-1 : Henri Ricard, Radical
- Beaune-2 : Jean-Baptiste Guéneau, Radical
- Dijon-1 : Pierre Armand Vaux, Socialiste
- Semur : Ernest Alfred Debussy, Radical
- Châtillon : Arthur Leroy, Républicain

Source : journal Le Temps du 10 mai et du 24 mai 1898 sur Gallica,.

### VIIIe législature (1902 - 1906)
- Châtillon-sur-Seine : Georges Petit, Radical, décédé en 1904 remplacé par Henri Tenting, Républicain
- Beaune-2 : François Carnot, Républicain
- Beaune-1 : Étienne Camuzet, Républicain socialiste
- Dijon-1 : Jean-Baptiste Bouhey-Allex, Socialiste
- Dijon-2 : Alfred Muteau, Républicain
- Semur-en-Auxois : Ernest Alfred Debussy, Républicain

Source : journal Le Temps du 29 avril et du 13 mai 1902 sur Gallica,.

### IXe législature (1906 - 1910)
- Beaune-2 : François Carnot, Républicain progressiste
- Beaune-1 : Étienne Camuzet, Socialistes parlementaires
- Semur : Ernest Alfred Debussy, Radical, décédé le 3 août 1906, remplacé par Louis Gérard-Varet, Radical Socialiste, élu le 28 octobre 1906
- Châtillon : Henri Tenting, Radical
- Dijon-1 : Ernest Messner, Radical anticollectiviste (Gauche radicale)
- Dijon-2 : Alfred Muteau, Républicain (Gauche démocratique)

Sources : Journal Le Temps du 6 et du 22 mai 1906 sur Gallica - ,.

### Xe législature (1910 - 1914)
- Dijon-1 : Jean-Baptiste Bouhey-Allex, Socialistes unfiés, décédé le 28 juillet 1913, remplacé par Louis Hébert, Action libérale, élu le 19 octobre 1913
- Châtillon-sur-Seine : Émile Vincent, Radical socialiste
- Beaune-1 : Étienne Camuzet, Républicain socialiste
- Beaune-2 : Pierre Émile Charles, Radical socialiste
- Semur : Pierre Lefol, Républicain socialiste
- Dijon-2 :Alfred Muteau, Gauche démocratique

Sources : Journal Le Temps du 24 avril et du 8 mai 1910 sur Gallica - ,.

### XIe législature (1914 - 1919)
- Dijon-2 : Paul Gruet, Radical socialiste
- Dijon-1 : Henri Barabant, SFIO
- Châtillon-sur-Seine : Émile Vincent, Radical socialiste
- Beaune : Étienne Camuzet, Républicain socialiste
- Semur-en-Auxois : Pierre Lefol, Républicain socialiste, décédé le 29 avril 1918, non remplacé

Sources : Journal Le Temps du 28 avril et du 12 mai 1914 sur Gallica - ,.

### XIIe législature (1919 - 1924)
Les élections législatives de 1919 furent organisées au scrutin proportionnel de liste. Elles marquèrent au niveau national la victoire du "Bloc national" de centre-droit.
Liste d'action républicaine et sociale
- Émile Vincent, Parti radical et radical-socialiste
- Adéodat Boissard, Entente républicaine démocratique
- Étienne Camuzet, Républicain socialiste
- Étienne Charlot, Républicain socialiste
- Auguste Montenot, Action républicaine et sociale, élu sénateur en 1921, non remplacé

Source : Barodet, sur le site de l'Assemblée Nationale - https://bibnum.sciencespo.fr/s/catalogue/ark:/46513/sc16m2kz#?c=&m=&s=&cv=

### XIIIe législature (1924 - 1928)
Les élections législatives de 1924 furent organisées au scrutin proportionnel de liste. Elles marquèrent au niveau national national la victoire du "Cartel des gauches".
Liste d'Union républicaine et sociale
- Étienne Camuzet, Non-inscrit
- Étienne Charlot, Gauche radicale
- Émile Vincent, Gauche radicale

Liste d'Union socialiste
- Henri Barabant, SFIO, conseiller général du canton de Dijon-Sud

Liste républicaine radicale et radicale-socialiste
- Pierre Émile Charles, Parti radical et radical-socialiste, conseiller général, maire de Liernais

Source : Barodet sur le site de l'Assemblée Nationale - https://bibnum.sciencespo.fr/s/catalogue/ark:/46513/sc16m1m0#?c=&m=&s=&cv=

### XIVe législature (1928 - 1932)
Les élections législatives furent au scrutin d'arrondissement majoritaire à deux tours de 1928 à 1936.
- Dijon-1 : Gaston Gérard, Gauche radicale
- Châtillon-sur-Seine : Émile Vincent, Indépendant
- Beaune : Étienne Camuzet, Radical-socialiste
- Dijon-2 : Étienne Charlot, Gauche radicale
- Semur-en-Auxois : Jules Poillot, Gauche radicale

Source : Élections législatives 22-29 avril 1928 de Georges Lachapelle - https://gallica.bnf.fr/ark:/12148/bpt6k320439r.texteImage#

### XVe législature (1932 - 1936)
- Dijon-1 : Robert Jardillier, SFIO
- Beaune : Auguste Jacot, Gauche radicale
- Dijon-2 : Paul Gruet, Radical-socialiste
- Châtillon-sur-Seine : Émile Vincent, Gauche radicale, élu Sénateur en 1936, non remplacé
- Semur-en-Auxois : Jules Poillot, Gauche radicale

### XVIe législature (1936 - 1940)
- Semur-en-Auxois : François de Champeaux, Alliance des républicains de gauche et des radicaux indépendants
- Beaune : Jean Bouhey, SFIO
- Dijon-1 : Robert Jardillier, SFIO, décédé le 19 mai 1945
- Dijon-2 : Pierre Mathé, Agraire indépendant
- Châtillon-sur-Seine : Gaston Gérard, Gauche démocratique et radicale indépendante

## Corps législatif (Second Empire)

### IreLégislature(29/03/1852-28/11/1857)
- Théodore Michel Vernier (1810-1892) ;
- Julien dit Jules Ouvrard (1798-1861) ;
- Jean-Baptiste-Charlemagne Louis-Bazile (1786-1866) ;

### IIeLégislature(28/11/1857-05/11/1863)
- Guillaume Félix Alphonse Marey-Monge (1818-1877), maire de Pommard, conseiller général du canton de Gevrey (1861) - Majorité dynastique
- Théodore Michel Vernier (1810-1892) ;
- Julien dit Jules Ouvrard (1798-1861) ;
- Jean-Baptiste-Charlemagne Louis-Bazile (1786-1866) ;

### IIIeLégislature(05/11/1863-28/04/1869)
- Henri Armand Rolle (1829-1903) ;
- Pierre Magnin (1824-1910) ;
- Guillaume Félix Alphonse Marey-Monge (1818-1877), maire de Pommard, conseiller général du canton de Gevrey (1861) - Majorité dynastique
- Théodore Michel Vernier (1810-1892) ;

### IVeLégislature(28/04/1869-04/09/1870)
- Henri Armand Rolle (1829-1903) ;
- Pierre Magnin (1824-1910) ;
- Guillaume Félix Alphonse Marey-Monge (1818-1877), maire de Pommard, conseiller général du canton de Gevrey (1861) - Majorité dynastique

## Assemblée nationale législative(28/05/1849-02/12/1851)
- Pierre Joigneaux (1815-1892) ;
- James Demontry (1806-1849) ;
- Adrien Théodore Benoît-Champy[26] (1805-1872), député de la Côte-d'Or (1849-1851), puis de l'Ain (1855-1857), président du tribunal de la Seine ;
- Henri Lemulier (1803-1872) ;
- Étienne Maréchal (1797-1869) ;
- Jacques Noblet (1785-1863) ;
- Achille Chaper (1795-1874) ;
- François Mauguin (1785-1854) ;
- Claude-Nicolas Vaudrey (1784-1857) ;

## Assemblée nationale constituante(04/05/1848-26/05/1849)
- Pierre Joigneaux (1815-1892) ;
- Louis Jean Joseph Blanc (1811-1882) ;
- Jean-Baptiste Edouard Bougueret (1809-1888) ;
- James Demontry (1806-1849) ;
- Antoine Marie Joseph Maire (1804-1857) ;
- Étienne Maréchal (1797-1869) ;
- Pierre Perrenet (1797-1871) ;
- François Monnet (1796-1850) ;
- Pierre Alexandre Godard-Poussignol (1793-1872) ;
- Jean Hugues Magnin-Philippon (1791-1856) ;
- François Mauguin (1785-1854) ;

## Chambre des députés (Monarchie de Juillet)

### IreLégislature(29/07/1830-31/05/1831)
- Jean-Baptiste-Charlemagne Louis-Bazile
- François Mauguin
- Guillaume Saunac
- Étienne Nicolas Philibert Hernoux
- Henri Jules de Berbis

### IIeLégislature(23/07/1831-25/05/1834)
- Étienne Cabet (1788-1856) ;
- Jean-Baptiste-Charlemagne Louis-Bazile (1786-1866) ;
- François Mauguin (1785-1854), élu contre le général Stanislas Marey ;
- Étienne Nicolas Philibert Hernoux (1777-1858) ;

### IIIeLégislature(31/07/1834-03/10/1837)
- Jules Étienne François Muteau (1795-1869) ;
- Jean Vatout (1791-1848) ;
- Joseph Pétot (1788-1861) ;
- François Mauguin (1785-1854) ;
- Étienne Nicolas Philibert Hernoux (1777-1858) ;

### IVeLégislature(18/12/1837-02/02/1839)
- Jules Étienne François Muteau (1795-1869) ;
- Jean Vatout (1791-1848) ;
- Joseph Pétot (1788-1861) ;
- François Mauguin (1785-1854) ;
- Guillaume Saunac (1779-1856) ;

### VeLégislature(04/04/1839-12/12/1842)
- Jules Étienne François Muteau (1795-1869) ;
- Jacques-Simon Tournouër (1794-1867) ;
- Jean Vatout (1791-1848) ;
- Joseph Pétot (1788-1861) ;
- François Mauguin (1785-1854) ;
- Guillaume Saunac (1779-1856) ;

### VIeLégislature(26/07/1842-06/07/1846)
- Désiré Nisard (1806-1888) ;
- Jules Étienne François Muteau (1795-1869) ;
- Jean Vatout (1791-1848) ;
- François Mauguin (1785-1854) ;
- Guillaume Saunac (1779-1856) ;

### VIIeLégislature(17/08/1846-24/02/1848)
- Désiré Nisard (1806-1888) ;
- Jules Étienne François Muteau (1795-1869) ;
- Jean Vatout (1791-1848) ;
- François Mauguin (1785-1854), élu contre le général Stanislas Marey ;
- Guillaume Saunac (1779-1856)

## Chambre des députés des départements (2eRestauration)

### Irelégislature(1815–1816)
- Jean Joseph Louis de Maleteste
- Hector Joseph de Bruère de Vaurois
- Henry Catherine Brenet
- Claude Perreney de Velmont de Grosbois

### IIelégislature(1816-1823)
- Étienne Nicolas Philibert Hernoux
- Henri Jules de Berbis
- Jacques Étienne Caumartin
- François Bernard Chauvelin
- Henry Catherine Brenet

### IIIelégislature(1824-1827)
- Louis Le Compasseur de Créqui-Montfort de Courtivron
- Guillaume Saunac
- Henri Jules de Berbis
- Denis Antoine Marie Fouquerand
- Henry Catherine Brenet
- Guy-Marie Sallier-Chaumont de La Roche

### IVelégislature(1828-1830)
- Jean-Baptiste-Charlemagne Louis-Bazile
- François Mauguin
- Guillaume Saunac
- Étienne Nicolas Philibert Hernoux
- Henri Jules de Berbis
- François Bernard Chauvelin

### Velégislature(23 juin 1830-28 juillet 1830)
- Jean-Baptiste-Charlemagne Louis-Bazile
- François Mauguin
- Guillaume Saunac
- Étienne Nicolas Philibert Hernoux
- Henri Jules de Berbis

## Chambre des représentants (Cent-Jours)
- Joseph Jacotot
- Jean-Baptiste Simonnot
- Jean-Baptiste Touzet
- Antoine Joseph Veaux
- Jean-Baptiste Édouard
- Hubert Michel François Vaillant
- Jean-Baptiste Chantrier

## Chambre des députés des départements (1reRestauration)
- Henri Bouchard
- Edme Antoine Villiers
- Erard-Louis-Guy de Chastenay-Lanty

## Corps législatif(1800-1814)
- Nicolas Frochot
- Henri Bouchard
- Edme Antoine Villiers
- Florent Guiot
- Jean Guillemot
- Charles Gauthier
- Martin Lejéas-Carpentier
- Claude-Michel Larché
- Erard-Louis-Guy de Chastenay-Lanty

## Conseil des Cinq-Cents(1795-1799)
- Claude-Antoine Prieur-Duvernois
- Jean Jérôme Buvée de Mirebeau
- Théophile Berlier
- Denis Bénigne Dézé
- Florent Guiot
- Charles-François Oudot
- Nicolas Morisot
- Jean Guillemot
- Joseph Godard-Barive
- Gaspard Monge
- François-Jérôme Riffard Saint-Martin
- François Robert

## Convention nationale(1792-1795)

### Députés
1. Claude Basire, ancien député à la Législative, membre du directoire du district de Dijon. Est guillotiné le 16 germinal an II (5 avril 1794). Est remplacé par Édouard Le Flaive, le 11 floréal an II (30 avril 1794).
2. Louis-Bernard Guyton-Morveau, ancien député à la Législative, procureur général syndic du département.
3. Claude-Antoine Prieur-Duvernois, officier du génie, ancien député à la Législative.
4. Charles-François Oudot, commissaire national au tribunal de Beaune, ancien député à la Législative.
5. Florent Guiot, juge au tribunal de Sémur, ancien Constituant.
6. Charles Lambert, juge de paix du canton d'Autricourt, ancien député à la Législative.
7. Nicolas-Joseph Marey, négociant à Nuits, ancien suppléant à la Législative.
8. Narcisse Trullard, officier de génie.
9. Juste Rameau de La Cérée, membre du directoire du département.
10. Théophile Berlier, avocat, membre du directoire du département.

### Suppléants
1. Jean-Baptiste Édouard, ancien suppléant à la Législative, marchand à Puligny. Remplace Basire, le 11 floréal an II (30 avril 1794).
2. Marc-Antoine Sirugue, administrateur du département. Est appelé à siéger en vertu de l'article 1er de la loi du 7 ventôse an III (25 février 1795) et du tirage au sort destiné à compléter les membres de la Convention, opéré le 5 floréal an III (24 avril 1795).
3. Gaudemet, maire d'Auxonne. N'a pas siégé.
4. Ligeret (François), juge à Sémur. N'a pas siégé.

## Assemblée législative (1791-1792)

### Députés
1. Claude Bernard Navier, juge du tribunal de cassation.
2. Claude-Antoine Prieur-Duvernois, officier du génie.
3. Charles-François Oudot, commissaire du roi au tribunal du district de Beaune.
4. Charles François Gelot, membre du directoire du département.
5. Charles Lambert, juge de paix du canton d'Autricourt.
6. Louis Béguin, Sieur de Saint-Val et du Quartier (1747-1831), Avocat au Parlement de Paris, Maire de Baigneux, Administrateur du département et Juge royal au tribunal  de Semur-en-Auxois. À l'Assemblée, il fut membre de la Commission des Affaires Étrangères puis de celle  des Assignats et Monnaies.
7. Jean Étienne de Martinecourt, membre du directoire du district d'Is-sur-Tille.
8. Batault (Claude), président du tribunal du district d'Arnay-sur-Arroux.
9. Guyton-Morveau (Louis Bernard), procureur-général-syndic à Dijon.
10. Claude Basire, membre du directoire du district de Dijon.

### Suppléants
1. Guéneau (François), ancien capitaine de dragons, à Semur-en-Auxois.
2. Opinel (Claude François), maire d'Auxonne.
3. Marey jeune (Nicolas Joseph), négociant à Nuits.
4. Edouard fils (Jean-Baptiste), marchand à Puligny.